# جيوفري فلوري
جيوفري فلوري (بالفرنسية: Geoffrey Malfleury)‏ (12 أبريل 1988 أوبارفيلييه فرنسا - ) هو لاعب كرة قدم فرنسي يلعب كمهاجم.

## روابط خارجية
- جيوفري فلوري على موقع قاعدة بيانات كرة القدم.إي يو (الإنجليزية)
- جيوفري فلوري على موقع ناشيونال فوتبول تيمز (الإنجليزية)
- جيوفري فلوري على موقع Soccerway.com (الإنجليزية)